# Stuhlmannium
Stuhlmannium mirabilis es una  especie de coleóptero adéfago de la familia Carabidae y el único miembro del género monotípico Stuhlmannium.